# Frauenförderpreis der Stadt Nürnberg
Der Frauenförderpreis der Stadt Nürnberg ist eine Auszeichnung für Frauen oder Projekte, die sich für die Gleichstellung von Frauen in Nürnberg verdient gemacht haben. Es werden folgende Rubriken unterschieden: Arbeitswelt, Journalistik, Kultur, Politik, Wissenschaft, Ehrenamt.
Seit 1990 wurde der Preis zuerst jährlich und nach 1996 alle zwei Jahre  von der Stadt Nürnberg vergeben und ist mit 4.000 Euro dotiert. Über die Preisvergabe entscheidet der Stadtrat der Stadt Nürnberg.

## Preisträgerinnen/ausgezeichnete Projekte
2022
Hilde Kugler für ihr langjähriges Engagement für die Angehörigen straffällig gewordener Mitbürger und Mitbürgerinnen
2020
Vereine: Internationalen Frauen- und Mädchenzentrum und den Stadtteilmüttern der Stadtmission Nürnberg
2018
Daniela Dahm und Christine Wagner von Lilith e.V.
2016
JADWIGA Nürnberg, die sich für die Rechte der Opfer von Frauenhandel einsetzen, und Kassandra e.V., einer Beratungsstelle für Prostituierte
2014
Museum Frauenkultur Regional – International, Fürth. Das Museum stellt immer wieder interessante Verbindungen verschiedener Kulturen oder Zeitereignisse aus der Sicht von Frauen dar.
2012
Annelie Matthiesen für ihr frauenpolitisches ehrenamtliches Engagement
2010
Martine Herpers, Initiatorin der Nürnberger Resolution
Jugendwohngemeinschaft Saadet des AWO Kreisverbandes Nürnberg e.V., Nürnberg
2008
Mädchentreff e.V., Unterstützung von Mädchen auf ihrem Weg von der Schule in den Beruf
2006
dick und dünn e.V. – Beratung für Frauen mit Essstörungen, Nürnberg
Frauengesundheitszentrum e.V., Nürnberg
2004
Monika Gerhardinger, für die Projektleitung „Mädchen für Technik-Camps“, bbw Bildungswerk der Bayer. Wirtschaft e.V., München
Christa Oberth, für die Projektleitung „Girls just do IT! – Berufswahl mit Zukunft“, Berufliche Fortbildungszentren der Bayer. Wirtschaft (bfz), Nürnberg
2002
Petra Nossek-Bock, Journalistin, für die Berichterstattung über Frauenthemen
2000
Petra Semmert, Frauen-Computer-Schule, Nürnberg
Meisterfrauen im Handwerk Nürnberg e.V., Brigitte Schober, Vorsitzende